# Xanthorhoe livida
Xanthorhoe livida är en fjärilsart som beskrevs av Butler 1878. Xanthorhoe livida ingår i släktet Xanthorhoe och familjen mätare. Inga underarter finns listade i Catalogue of Life.